# Донне, Огюст
Огюст Донне (фр. Auguste Donnay; 23 марта 1862[…], Льеж, Валлония — 18 июля 1921[…], Жет) — бельгийский художник, пейзажист и плакатист.

## Биография
Уроженец Льежа, выходец из небогатой семьи. В юности готовился стать ремесленником, а параллельно учился в вечерних классах Королевской академии изящных искусств Льежа. В 1888 году начал карьеру художника-иллюстратора; в дальнейшем много работал в сфере плаката. В 1900-е годы создал целый ряд осенних и зимних пейзажей бельгийской Валлонии, в особенности Арденн. Пейзажи Донне написаны в мягкой медитативной манере, заставляющей вспомнить о постимпрессионизме и символизме.
В 1900 году Огюст Донне был назначен профессором декоративного искусства в Академии изящных искусств в Льеже, где читал курс орнаментальной композиции. В бытность профессором активно участвовал в противостоянии валлонских и фламандских живописцев в Бельгии на стороне первых. Покончил жизнь самоубийством на фоне затяжной депрессии в 1921 году. Похоронен в Льеже.
Творческое наследие Огюста Донне весьма многообразно: пейзажи, плакаты, книжные иллюстрации (в том числе, к сборникам валлонских сказок, стихов и песен), работы религиозного характера для украшения католических церквей.
В 1927 году поблизости от Энё, где художник много работал на пленэре, ему был установлен памятник в виде мемориальной доски с профильным портретом, закреплённой на природном валуне. Памятник был создан скульптором Жоржем Пети по инициативе фехтовальщика-олимпийца и художника Жака Оша, который, также как и Донне в своё время, являлся профессором  Льежской академии изящных искусств.

## Галерея

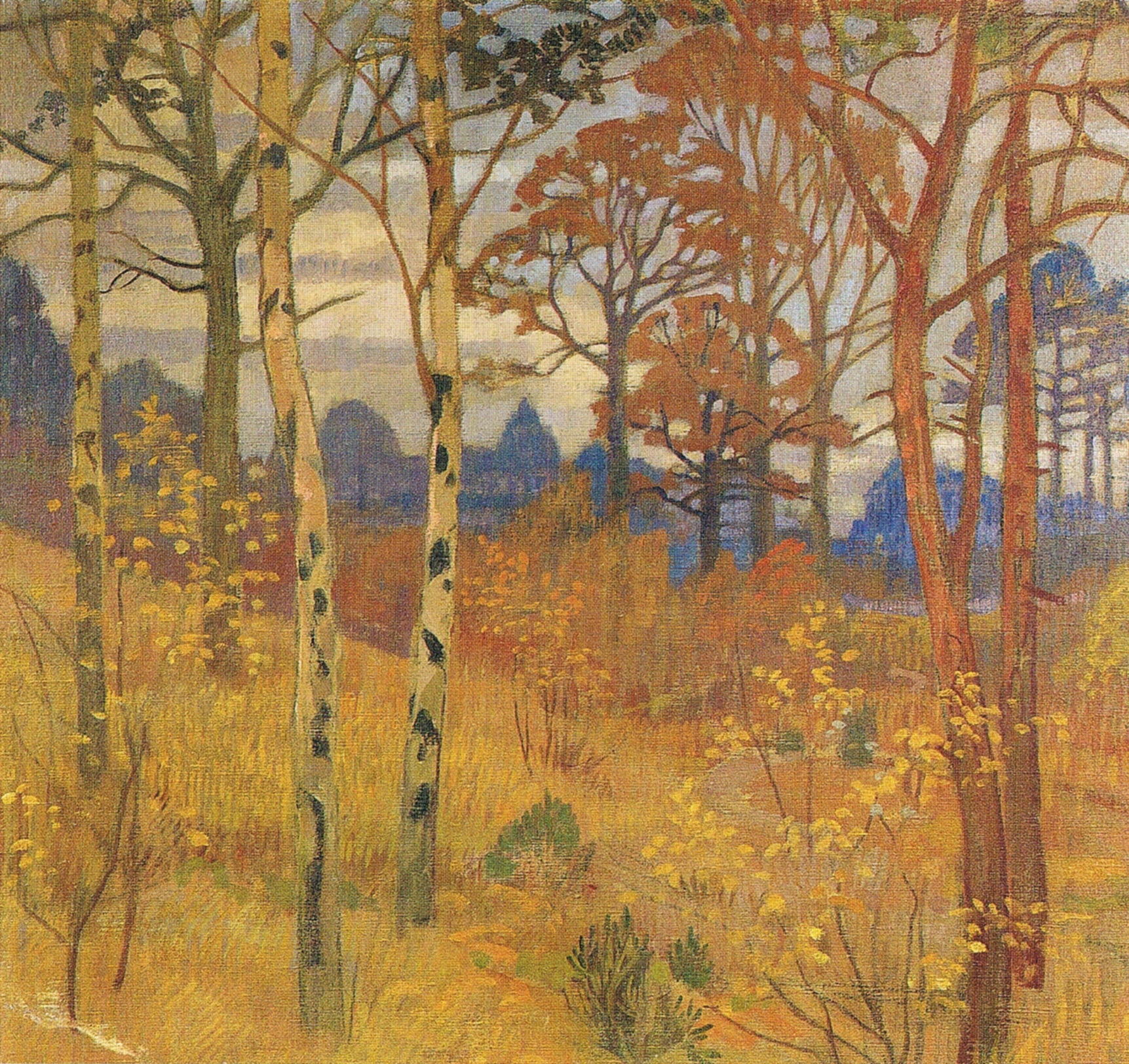
Осенний пейзаж.
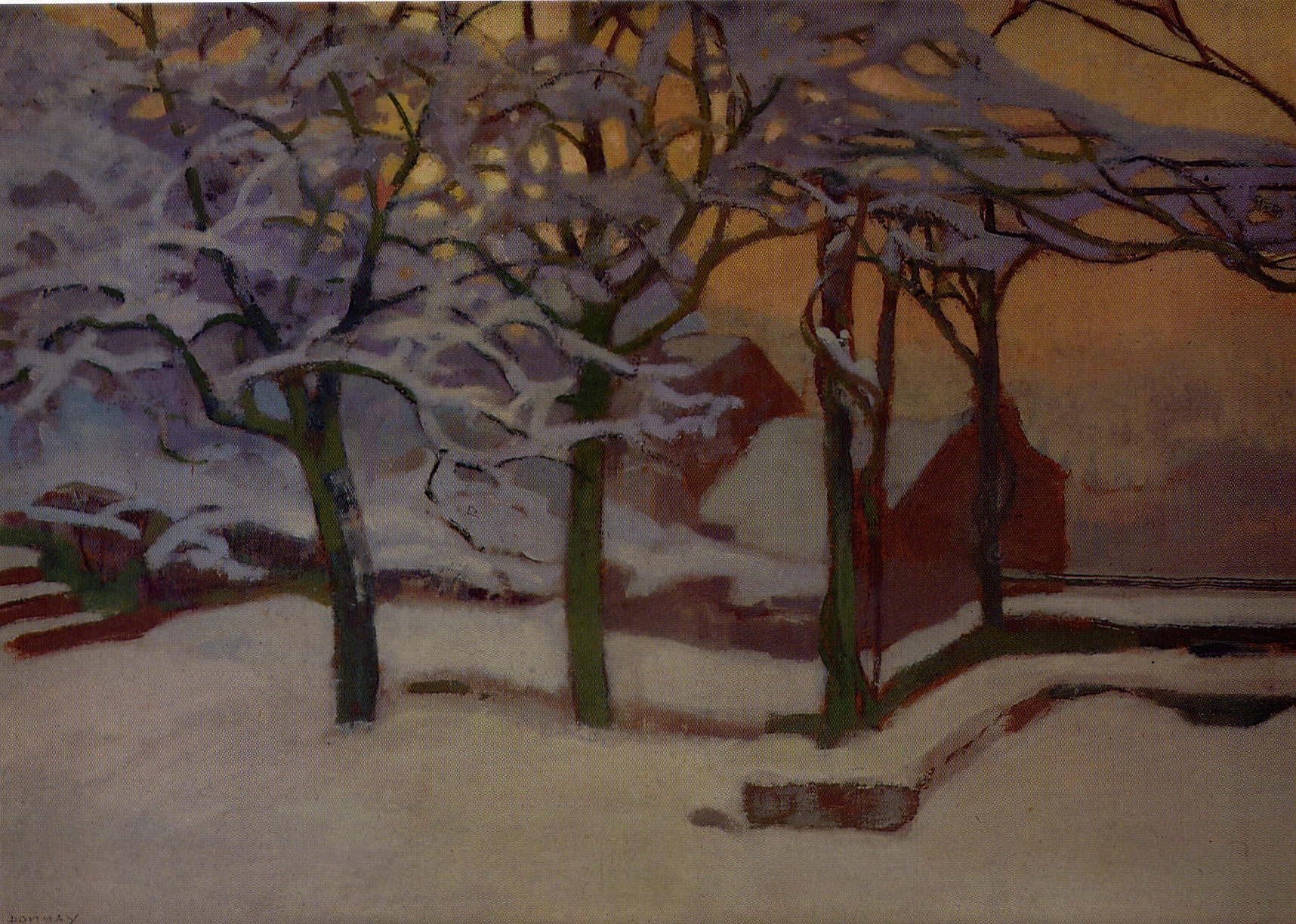
Сад под снегом.
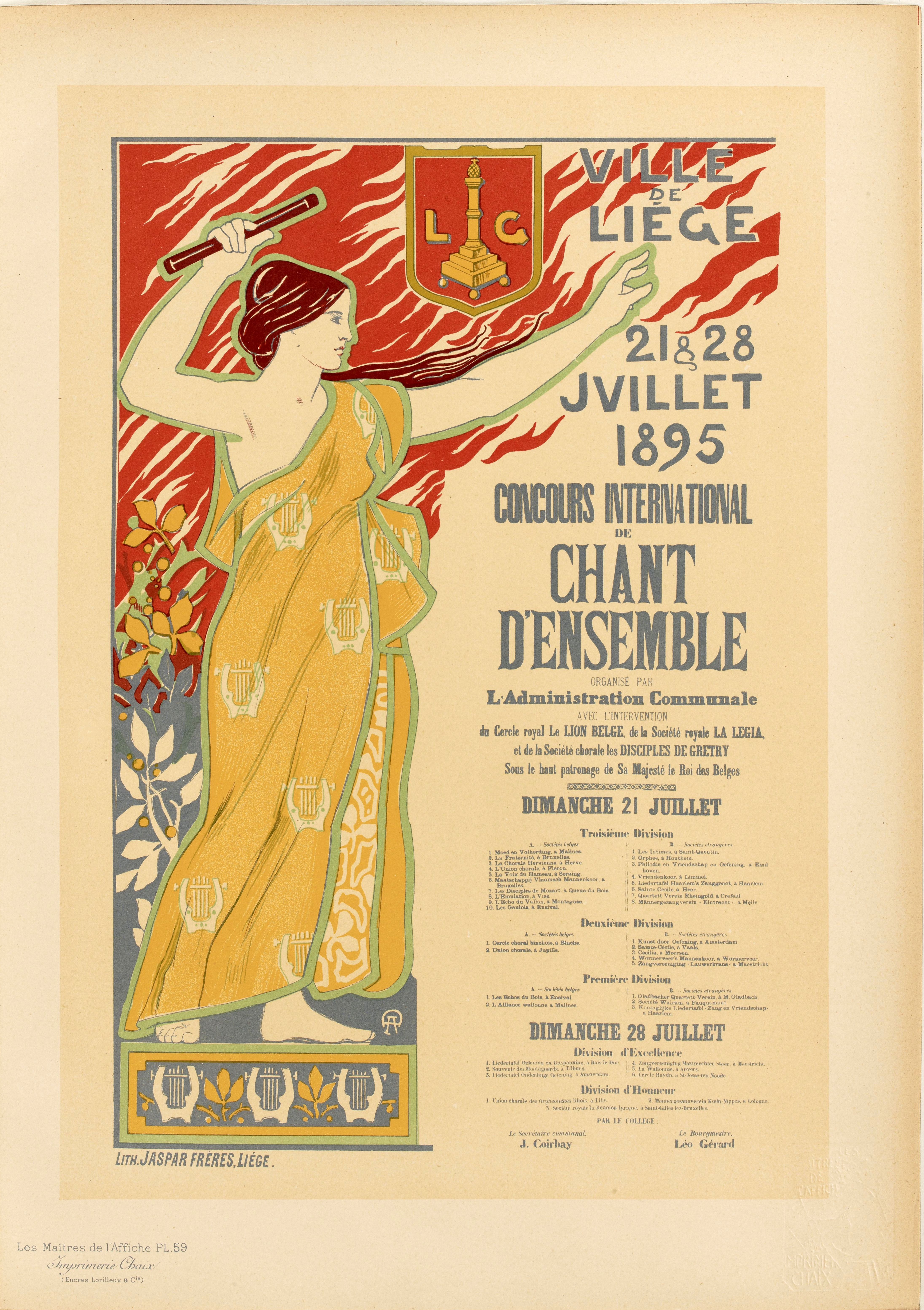
Пример плаката.

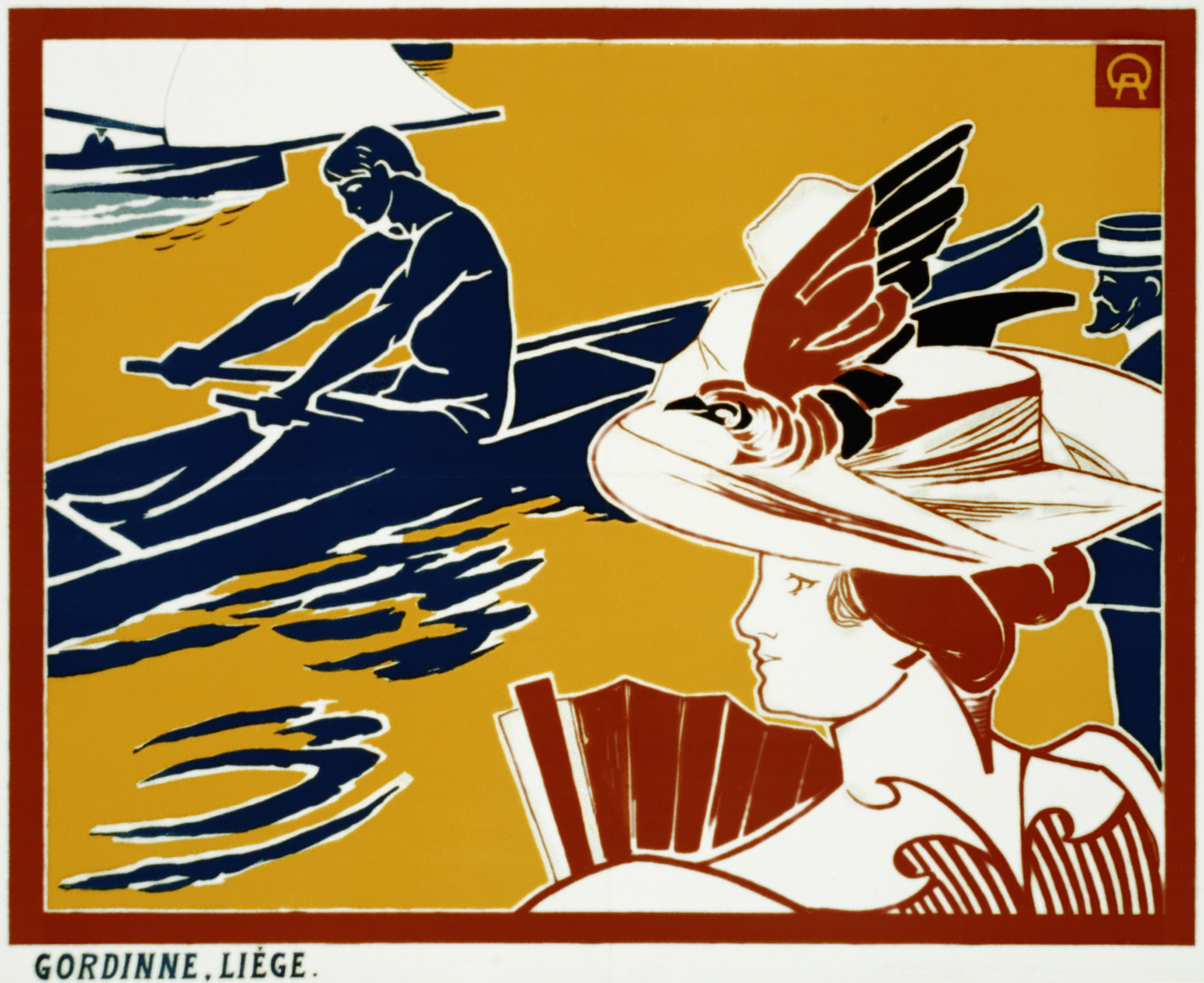
Пример плаката.
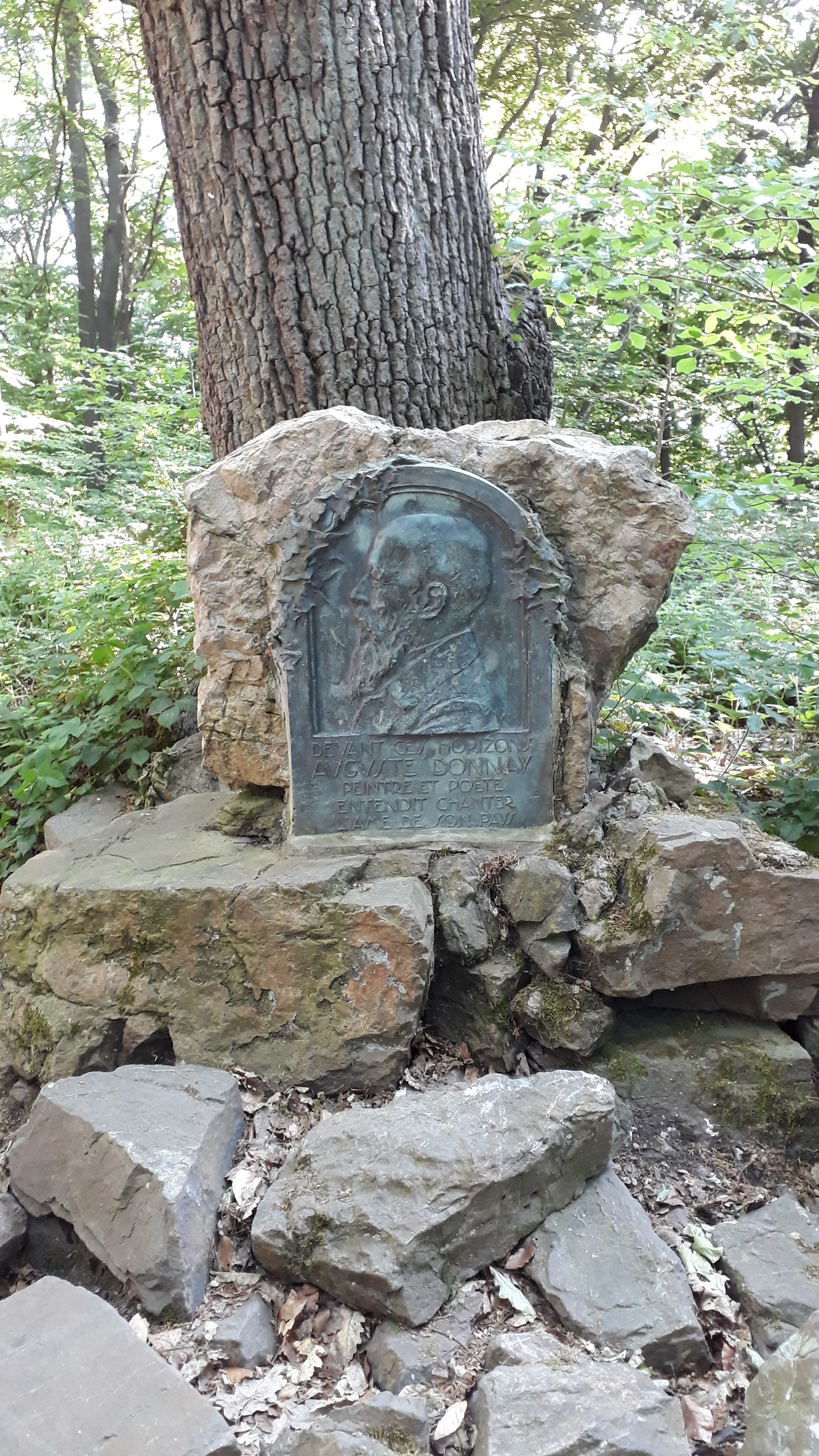
Мемориал Огюсту Донне поблизости от Энё.
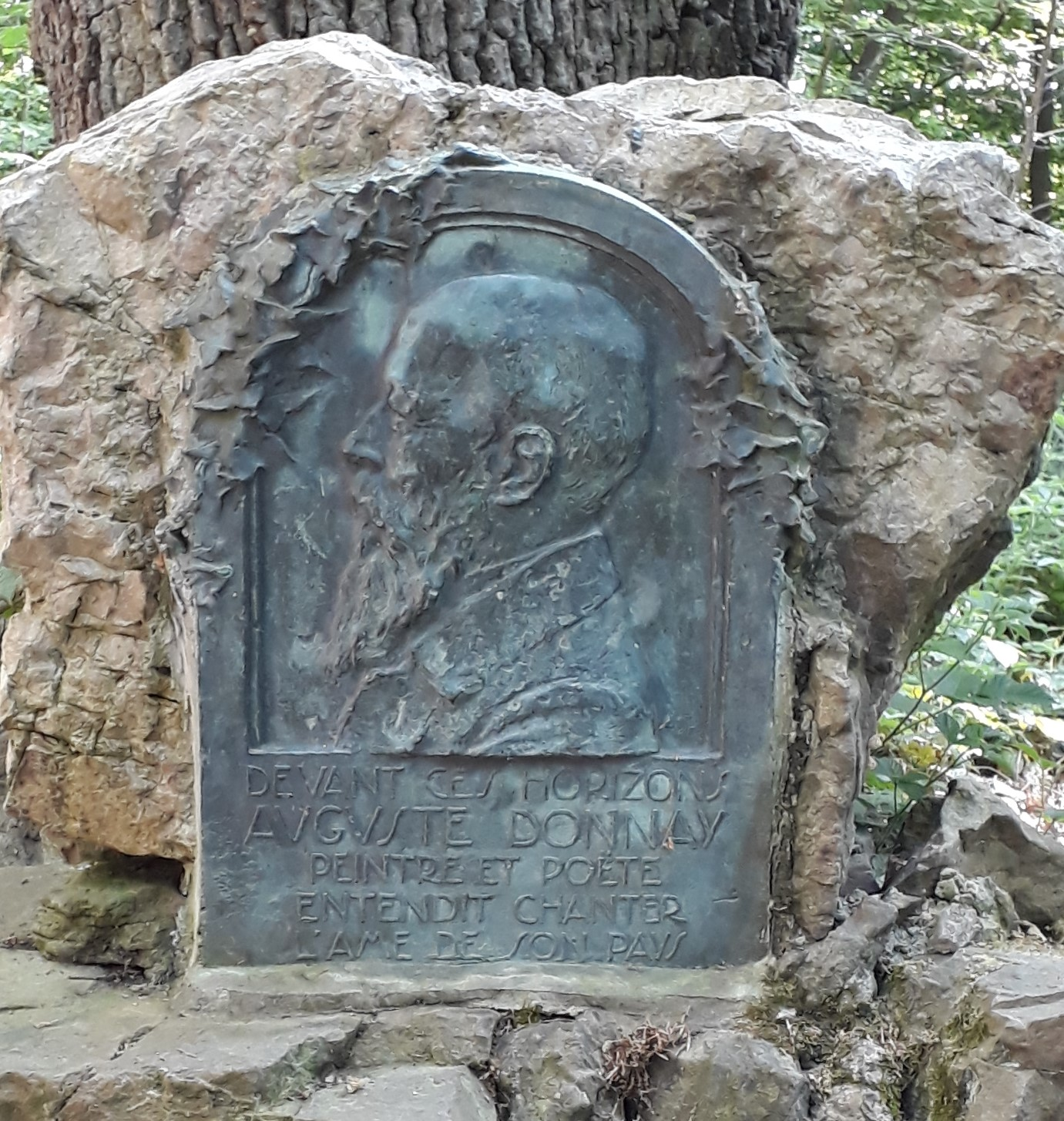
Памятник крупным планом.